# Azul (novela)
Azul es una novela de Rosa Regàs ganadora del premio Nadal en 1994. Fue incluida en la lista de las 100 mejores novelas en español del siglo XX del periódico español «El Mundo».
Trata de una historia de pasión y amor entre Andrea, la cual está casada, es periodista y su vida social es ciertamente complicada; y Martín Ures, más joven que ella que viene del interior de la Península.
La relación parece que empieza a deshilarse, en ese momento se embarcan en un crucero. Un crucero con muchas influencias de otro crucero que la propia autora experimentó, y que le sirvió de inspiración, en realidad la novela está dedicada al artífice del crucero en que se embarcó la autora.
Con un estilo lírico y preciso, la autora nos aproxima a los personajes los cuales casi imperceptiblemente van cambiando a lo largo de la novela, influidos por el azul de la noche y del mar.